# 喬丹迷迭香
喬丹迷迭香（學名：Salvia jordanii）又名阿爾及利亞迷迭香，是唇形科（Lamiaceae）鼠尾草屬（Salvia）的多年生草本植物，分佈於西班牙、摩洛哥、阿爾及利亞及利比亞。
本物種原名絨萼迷迭香（Rosmarinus eriocalyx），屬迷迭香屬（Rosmarinus），2017年隨迷迭香屬合併至鼠尾草屬。

## 命名
喬丹迷迭香的種加詞“jordanii”來自其發現者之一——法國植物學家克勞德·托馬斯·阿萊克西斯·喬丹（Claude Thomas Alexis Jordan）。